# Липовец при Шкофи васи
Липовец при Шкофи васи (на словенски: Lipovec pri Škofji vasi) е село в Словения, Савински регион, община Целе. Според Националната статистическа служба на Република Словения през 2015 г. селото има 37 жители.